# Kanzach
Kanzach è un comune tedesco di 495 abitanti situato nel land del Baden-Württemberg.